# 索菲·萊恩
索菲·萊恩（英語：Sofi Ryan，1992年12月9日—），美國女性色情演員、螢幕女郎及成人模特兒。

## 簡歷
索菲·萊恩生於堪薩斯城，母親是個色情演員和成人模特兒。她自小在亞利桑那州、華盛頓州西雅圖長大，2016年尚未高中畢業已開始擔任MyFreeCams.com螢幕女郎，並於咖啡廳內任職比基尼咖啡師（服務員），期間獲德瑞克·海伊（Derek Hay）賞識，招攬成為旗下公司「LA Direct Models」的模特兒，最初不能成事，但經單獨洽談後便正式簽約。
2017年3月，索菲·萊恩以「Hailey Lynzz」身份替《花花公子》拍攝硬照，繼而另取藝名「Sofi Ryan」，順勢出道參演色情片，不久就得到首項殊榮 ——《25週年NightMoves雜誌獎》「最佳新星（編輯評選）」。2018年，她在《第35屆AVN獎》裡擔任頒獎女郎（Trophy Girl）且競逐多個獎項，翌年再獲提名《第36屆AVN獎》「最佳虛擬現實性愛場景」及「最佳乳房」獎；現時定居美國比華利山高級住宅區。

## 曾獲獎項與提名
| 年份   | 獎項                                                                | 結果 |
| 2017年 | 25週年NightMoves雜誌獎「最佳新星（編輯評選）」                      | 獲獎 |
| 2018年 | 第35屆AVN獎「最佳新星獎」                                           | 提名 |
| 2018年 | 第35屆AVN獎「最佳虛擬現實性愛場景」（《Bangin' My Step-Daughter》） | 提名 |
| 2018年 | 第35屆AVN獎「最佳社交媒體新星」                                     | 提名 |
| 2018年 | 意淫對象獎2018「年度最佳新人」                                      | 提名 |
| 2018年 | 意淫對象獎2018「最佳脱衣及鋼管舞后」                                | 提名 |
| 2018年 | 意淫對象獎2018「最貼身流浪漢」                                      | 提名 |
| 2018年 | 意淫對象技術獎2018「最可愛聲線獎」                                  | 獲獎 |
| 2018年 | XBIZ獎「最佳新星」                                                  | 提名 |
| 2019年 | 第36屆AVN獎「最佳虛擬現實性愛場景」（《Booty Basics》）             | 提名 |
| 2019年 | 第36屆AVN獎「最佳乳房獎」                                           | 提名 |
| 2019年 | 意淫對象獎2019「最佳罪惡肉身」                                      | 提名 |
| 2019年 | 意淫對象獎2019「最佳『手指砰』對象」                                | 提名 |
| 2019年 | 意淫對象獎2019「最美誘惑者」                                        | 提名 |
| 2019年 | 意淫對象獎2019「年度最佳反女牛仔式演員」                            | 提名 |
| 2019年 | 意淫對象獎2019「最小陰道」                                          | 提名 |
| 2019年 | 意淫對象獎2019「年度最佳虛擬實境女星」                              | 提名 |
| 2020年 | 第37屆AVN獎「最佳乳房獎」                                           | 提名 |
| 2020年 | 意淫對象獎2020「最佳罪惡肉身」                                      | 提名 |
| 2020年 | 意淫對象獎2020「最佳乳房」                                          | 提名 |
| 2020年 | 意淫對象獎2020「最美誘惑者」                                        | 提名 |
| 2020年 | 意淫對象獎2020「最佳舌頭（年度最佳女女接吻者）」                    | 提名 |
| 2020年 | 意淫對象獎2020「最美色情女星」                                      | 提名 |
| 2020年 | 意淫對象獎2020「最佳側入體位」                                      | 提名 |
| 2020年 | 意淫對象獎2020「最小陰道」                                          | 提名 |
| 2020年 | 意淫對象技術獎2020「最佳羅迪歐大道公眾猥褻對象」                    | 獲獎 |

## 外部連結
- 索菲·萊恩的X（前Twitter）（英文）
- 索菲·萊恩的Instagram帳戶（英文）
- Sofi Ryan在互联网电影资料库（IMDb）上的資料（英文）

※ 以下是18禁網頁：
- Sofi Ryan - iafd.com （页面存档备份，存于）（英文）